# Manni (departamento)
Manni é um departamento ou comuna da província de Gnagna no Burkina Faso. A sua capital é a cidade de Manni.
Em 1 de julho de 2018 tinha uma população estimada em 95976 habitantes.